# Sultanaat Egypte
Het sultanaat Egypte (Arabisch:  السلطنة المصرية) is de naam van het kortstondige protectoraat van het Verenigd Koninkrijk over Egypte. Het bestond van 1914 tot 1922, toen Egypte een onafhankelijk koninkrijk werd.